# American Cinematographer Manual
L'American Cinematographer Manual és un manual de cinema publicat per la Societat Americana de Cinematògrafs. Amb un contingut sobre la il·luminació, les lents i les emulsions de pel·lícules, es considera "un manual de referència tècnic autoritzat per als cinematògrafs". El manual també defineix la professió cinematogràfica.

## Contingut
L'objectiu del manual és proporcionar una única font d'informació en la qual els cinematògrafs actuals i futurs i també d'altres cineastes hi puguin confiar. Hi ha 40 capítols i més de 100 taules i gràfics, i està compost per 929 pàgines. Els gràfics serveixen per il·lustrar la profunditat del camp, el camp de visió, fórmules, existències cinematogràfiques, velocitats d'obturador, compensació T-stop o l'equilibri de colors entre d'altres.
Cada capítol està escrit per un reconegut expert en el tema. L'última edició inclou nous capítols que tracten temes com la masterització de telecine d'alta definició i la postproducció de pel·lícules digitals.
Els temes tractats en el manual inclouen:
- Comparacions de formats cinematogràfics
- Fonts de llum i filtres d'il·luminació
- Estabilització i moviment de cambra
- Projecció Frontal
- Control de moviment i altres tècniques d'efectes visuals
- Gràfics d'ordinador
- Fotografia cinematogràfica aèria, submarina, àrtica i tropical
- Exposició de pel·lícula en llum nocturna, infraroja i ultraviolada
- Conceptes digitals i la seva terminologia
- Càmeres Prosumer i el seu ús professional
- Previsualització
- Imatges en 3-D
- Dispositius d'il·luminació LED
- Com millorar el flux de treball amb l'Acadèmia de codificació de colors (ACES)
- Preparació de càmeres digitals
- Opcions de baix cost per la cinematografia digital
- Cinematografia anamòrfica
- Mesuradors d'exposició i de lents
- Càmeres i sistemes de suport per a càmeres
- Previsualització
- Pel·lícules de televisió i monitors d'ordinador
- Postproducció digital
- Llista de decisions per color ASC (ASCCDL)
- Treball de laboratori: proves d'emulsions i llums d'impressora.
- Ajustar els llums de la impressora per fer coincidir els clips de mostra
- La impressora òptica
- Cinematografia de control de moviment
- Treball amb pantalla verda i pantalla blava
- Miniatures: fotografia i composició a la càmera
- Seguretat del conjunt
- Aplicacions mòbils per la producció

## Història editorial
La primera edició va ser publicada l'any 1935 per Jackson J. Rose (fr) com The Handbook of American Cinematographer Book and Reference Guide. Aquest manual va passar per nou edicions (1935, '38, '39, '42, '46, '47, '50, '53, '56) abans que evolucionés cap a la versió actual anomenada American Cinematographer Manual. La primera edició del manual modern es va publicar l'any 1960. El llibre es troba actualment en la seva desena edició (2016).
- 1960, Primera edició (portada blava), ed. Joseph V. Mascelli, 484 pàgines.
- 1966, Segona Edició (portada granat), ed. Joseph V. Mascelli, 628 pàgines.
- 1969, Tercera edició (portada marró), ed. Arthur C. Miller i Walter Strenge, 652 pàgines.
- 1973, Quarta edició (portada negra), ed. Charles G. Clarke i Walter Strenge, 658 pàgines.
- 1980, Cinquena edició (portada negra), ed. Charles G. Clarke, 628 pàgines.
- 1986, sisena edició (portada vermella), ed. Fred H. Detmers, 440 pàgines.
- 1993, setena edició (portada verda, rústica), ed. Dr Rod Ryan, 618 pàgines.
- 2001, vuitena edició (portada blava), ed. Rob Hummel, 972 pàgines.
- 2004, novena edició (portada negra), ed. Stephen H. Burum, ASC, 919 pàgines.

## Premis
L'any 2002, l'Acadèmia de les Arts i les Ciències Cinematogràfiques va atorgar el Premi Condecoració a la Societat Americana de Cinematògrafs per la publicació permanent del American Cinematographer Manual. Richard Edlund, president del Comitè de Premis Científics i Tècnics, va dir: "Amb els anys, l'ASC ha seguit proporcionant els comentaris sobre les tecnologies actualitzades per destacats experts en el camp de la cinematografia".